# Anaulacodithella plurisetosa
Anaulacodithella plurisetosa är en spindeldjursart som beskrevs av Beier 1976. Anaulacodithella plurisetosa ingår i släktet Anaulacodithella och familjen Tridenchthoniidae. Inga underarter finns listade i Catalogue of Life.